# Thiiren
Thiiren ist eine chemische Verbindung aus der Gruppe der Heterocyclen. Sie ist eine sehr instabile Verbindung, da es ein 4π-System enthält. Nur ein Derivat, Bis(trifluormethyl)thiiren, hat sich (im Zeitraum von Mitte der 1970er bis Mitte der 1990er Jahre) als isolierbar erwiesen. Thiiren wird auch als Thiacyclopropen bezeichnet.

## Gewinnung und Darstellung
Thiiren und seine Derivate können bei 8 K in einer Argonmatrix durch in-situ-Photolyse von 1,2,3-Thiadiazolen erhalten werden. Die Verbindung ist bis etwa 100 K in der Argonmatrix stabil.
Allgemein kann die Verbindung unter Verwendung von 1,3-Dithiol-2-thion (Vinylentriocarbonat) und 1,2,3-Thiadiazol als Ausgangsstoff durch deren Photolyse bei niedriger Temperatur hergestellt werden.

### Photolyse von 1,3-Dithiol-2-thion
Thiiren und substituierte Thiirene werden durch Photolyse von 1,3-Dithiol-2-thion und 4,5-disubstituiertem 1,3-Dithiol-2-thion unter Argon hergestellt. Die Synthese von recht stabilen Thiiren-Derivaten wird auch durch Photolyse von 4,5-Bis(trifluormethyl)-1,3-dithiol-2-thion bei niedriger Temperatur erreicht. Die geringe Migrationsfähigkeit des Trifluormethylsubstituenten führte zu einem stabileren Thiirenderivat, dessen weitere Photolyse Bis(trifluormethyl)acetylen ergibt.

### Photolyse von 1,2,3-Thiadiazolen
Die Photolyse von 1,2,3-Thiadiazol ist eine wichtige Quelle für die Bildung von Thioketenen, das ein wichtiges Zwischenprodukt für die Umwandlung in Thiiren ist. Das Thioketen ist ein wichtiges Zwischenprodukt für die Umwandlung in Thiiren. Die Zwischenstufe wird mit Diethylamin unter Bildung von N,N-Diethylthioacetamid gefangen. Bei der sekundären Photolyse von Thioketen entsteht Acetylenthiol.

### Photolyse von 1,3,4-Thiadiazol
Auf der Suche nach einem stabilen Thiiren-Derivat wurde 4,5-Bis(carbomethoxy)-1,2,3-thiadiazol als Vorläufer für die Photolyse ausgewählt. So ergab die Photolyse von 4,5-Bis(carbomethoxy)-1,2,3-thiadiazol bei 10 K und λ = 265 nm Strahlung ausschließlich 4,5-Bis(carbomethoxy)thiiren in quantitativer Ausbeute.

## Eigenschaften
Thiiren ist ein dreigliedriger, ungesättigter, sehr instabiler Schwefelheterozyklus mit einem 4π-Elektronenringsystem. Die Instabilität des Rings ist nicht nur auf die inhärente Ringspannung beschränkt, sondern wird auch auf die Antiaromatizität zurückgeführt, wodurch die Delokalisierung der zyklischen Elektronen die Energie erhöht. Das Vorhandensein von Substituenten, die entweder an Heteroatome oder Kohlenstoffatome gebunden sind, erhöht die Stabilität der Moleküle. Die CS-Bindungsenergie von Thiiren ist im Vergleich zum gesättigten Analogon (40 kcal/mol) von Thiiran drastisch auf etwa 15 kcal/mol reduziert, was für seine relative Stabilität verantwortlich ist.
Die berechnete Bindungslänge für CH, CC und CS beträgt 1,0761, 1,2668 bzw. 1,8119 Å. Das berechnete Dipolmoment für Thiiren beträgt 2,65 D.
Einige Thiiren-Derivate sind anfällig für thermische und photochemische Reaktionen, bei denen Schwefel zu substituierten Alkinen abgespalten wird. So werden durch photochemische Ringöffnungsreaktionen Thiirene zu Thioketenen oder Alkinthiolen. Bei Bestrahlung von substituierten Thiirenen wie 2-Acetyl-3-methylthiiren bei λ = 310 nm findet jedoch eine Umlagerung zu einem Gemisch aus Acetylmethylthioketen und Thioacetylmethylken statt.